# Стась Сергій Леонідович
Сергій Леонідович Стась (народився 28 квітня 1974 у м. Мінську, СРСР) — білоруський хокеїст, захисник. Заслужений майстер спорту Республіки Білорусь (2002).
Вихованець хокейної школи «Юність» (Мінськ), тренери — Е. Мілушев, В. Астапенко. Виступав за «Хімік» (Новополоцьк), «Динамо» (Мінськ), «Тівалі» (Мінськ), Erie Panthers (ХЛСУ), Greensboro Monarchs (ХЛСУ), Fort Wayne Komets (ІХЛ), Phoenix Roadrunners (ІХЛ), Las Vegas Thunder (ІХЛ), San Antonio Dragons (ІХЛ), «Куод Сіті Меллардс» (CoHL), Saginaw Lumber Kings (CoHL), «Нюрнберг Айс-Тайгерс», «Ревірлевен Обергаузен», «Вельфе Фрайбург», «Аугсбург Пантерс», «Крефельд Пінгвін», ХК «Гомель», «Москітос Ессен», «Дресднер Айслевен», «Юність» (Мінськ), «Шахтар» (Солігорськ).
У складі національної збірної Білорусі виступав з 1992 по 2005 роки, провів 97 матчів (11 голів, 20 передач). Учасник зимових Олімпійських ігор 1998 і 2002; учасник чемпіонатів світу 1997 (група B), 1998, 2000, 2001, 2002 (дивізіон I), 2003 і 2004 (дивізіон I). 
Чемпіон Білорусі (1993, 1994). Срібний призер чемпіонату Німеччини (1999).